# Cattedrale di Sant'Andrea (Glasgow)
La cattedrale di Sant'Andrea (in inglese: Metropolitan Cathedral Church of Saint Andrew ) è il principale luogo di culto cattolico di Glasgow, sede vescovile dell'omonima arcidiocesi metropolitana. La chiesa è dedicata al patrono della Scozia, Sant'Andrea.

## L'interno

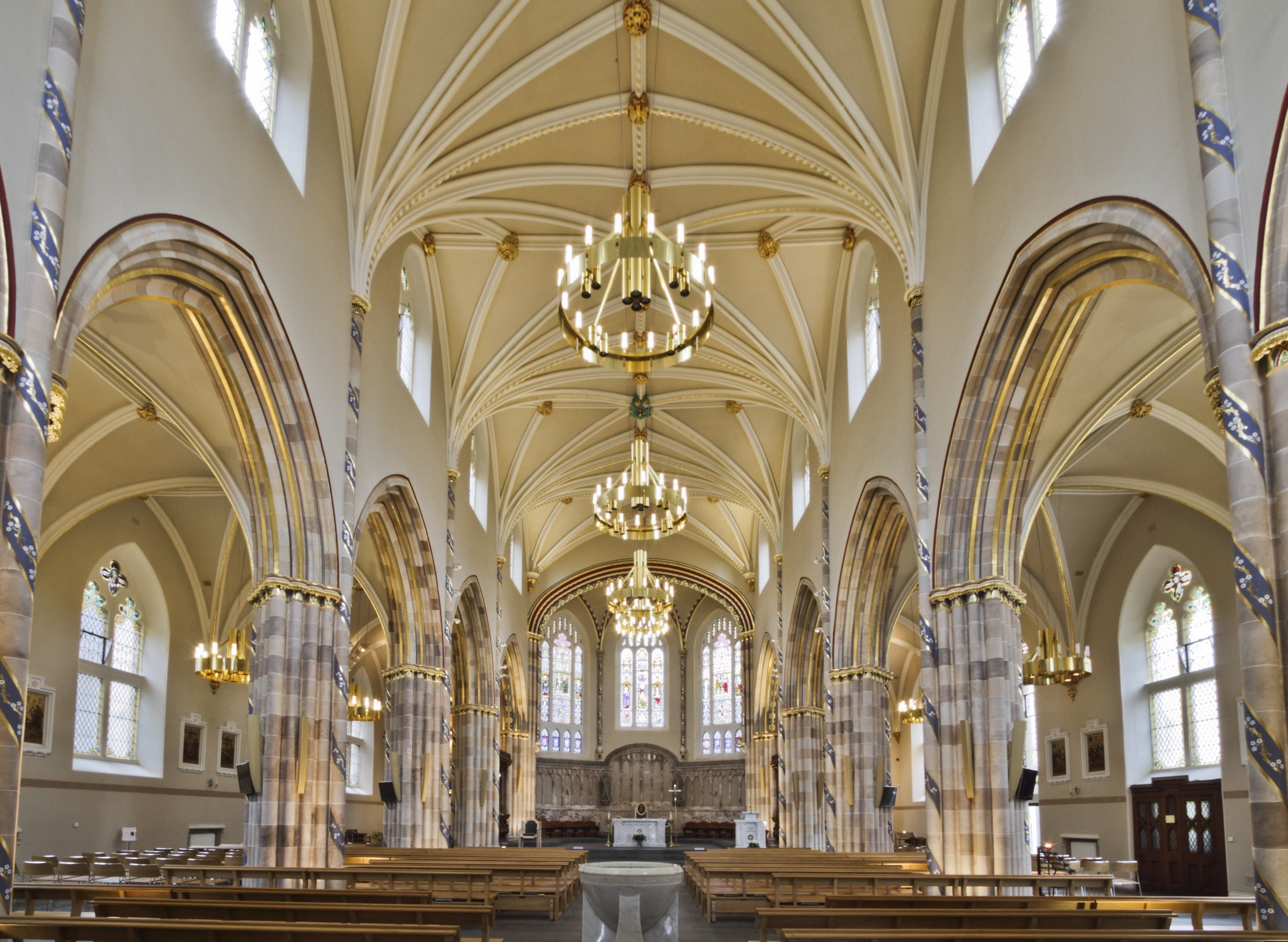
Interno

Il fonte battesimale è un'opera realizzata nel 2011 da Tim Pomeroy utilizzando marmo di Carrara. L'altare è stato realizzato da Neil Reid su progetto dell'Arcivescovo Mario Conti e riporta una frase in latino che, secondo la tradizione, è stata detta da Sant'Andrea prima del proprio martirio: Salva me Bona Crux (salvami, o buona croce).